# Avenue de la Sibelle
L'avenue de la Sibelle est une voie située dans le quartier du Parc-de-Montsouris du 14e arrondissement de Paris en France.

## Origine du nom
Elle porte ce nom en raison d'un ancien lieu-dit nommé « fossé de la Sibelle » du nom de la sibylle, diseuse romaine d'oracles souvent située à proximité d'une source d'eau, et de la découverte des restes de l'aqueduc gallo-romain alimentant la capitale en eau.
Le paysage environnant Montsouris était creusé de souterrains, de grottes et de cavités, favorisant l’émergence de légendes et d’êtres mystérieux.

## Historique
Cette voie créée dans les années 1990 sous l'appellation « voie AK/14 » lors de la restructuration de l'îlot Montsouris-Alésia et prend son nom actuel le 24 novembre 2000.

### ZAC Alésia-Montsouris
Lors de la création de ce qui devient la « ligne de Sceaux », construite sous l'impulsion de Jean-Claude-Républicain Arnoux, à partir de 1845 jusqu'à Sceaux puis prolongée par une antenne jusqu'à Orsay en 1854 (ligne devenant ainsi « Compagnie du chemin de fer de Paris à Orsay »), la gare-dépôt dite « de Montrouge » est édifiée de 1868 à 1869.
Elle fait appel à un important apport de terre, très probablement les gravats de démolition du Vieux Paris dus aux travaux d'Haussmann et peut-être à l'aménagement du nouveau parc de Montsouris dans d'anciennes carrières, afin de se mettre au niveau des voies existantes.
Il y eut donc, côté impair, c'est-à-dire vers la banlieue, les installations d'ateliers et du dépôt vapeur des machines. À noter qu'une voie spéciale entre le plateau de la gare de Denfert et le dépôt longeait les voies principales et se dédoublait juste après le pont de la rue Dareau. Côté pair, vers Denfert, se trouvait une gare aux marchandises, d'où son accès par une pente pavée depuis l'avenue du Parc-Montsouris.
Entre 1857, date de la reprise de la ligne par la Compagnie du Paris-Orléans, le P-O, et les travaux de suppression des passages à niveau dans le département de la Seine, couplés ici avec le comblement du fossé des fortifs (1920-1921) puis l'électrification entreprise (1934-1937), les installations restent en service. On peut donc voir la rotonde de 15 voies pour le garage des machines et, à l'extérieur vers l'impasse Reille, vrai cul-de-sac à ce moment, un pont tournant desservant 9 autres voies. En plus, grâce à des plaques tournantes, des voitures pouvaient être remisées sur 4 voies perpendiculaires aux autres voies.
Puis, à l'occasion du transfert de la ligne du P-O à la Compagnie métropolitaine parisienne (La CMP, plus communément appelée « le métro ») qui gérait le nouveau matériel des automotrices électriques de série Z 23200 à la CMP et Z 3400 au P-O devenu la SNCF en 1938, de nouvelles installations sortent de terre. La gare aux marchandises est supprimée et remplacée par un faisceau de 8 longues voies de garage pouvant accueillir chacune 8 automotrices du côté de l'avenue du Parc (comme on disait alors : « avenue du Parc-de-Montsouris », ce qui était bien trop long à  prononcer). Il y eut même un éphémère projet de  gare voyageurs avec quai central entouré des deux voies principales. De nouveaux ateliers en béton et toitures arrondies en sheds avec 6 voies couvertes pouvant accueillir chacune jusqu'à 4 automotrices, d'autres voies extérieures et un tour en fosse remplacent l'ancien dépôt vapeur. Une imposante sous-station électrique avec de grosses commutatrices permettant de fournir du courant continu en 1 500 volts, s'élève en aval des voies de garage, bien visible depuis l'entrée du parc Montsouris. Le tout est mis en service le 16 novembre 1937.
Ce sera dans les années 1988 et suivantes que tout cet ensemble sera démoli, décaissé, afin de construire les actuels immeubles, aménagements collectifs et de desserte par les nouvelles voies urbaines de ce mini-quartier neuf. À cette occasion, les anciens vestiges de l'aqueduc de Lutèce puis de celui de Marie de Médicis seront remis au jour et valorisés.

## Bâtiments remarquables et lieux de mémoire
- La terrasse en surplomb de l'avenue au niveau de sa jonction avec l'avenue Reille a pris le 30 juin 2011 le nom de place Mohamed-Bouazizi.
- L'avenue débouche sur le parc Montsouris et donne accès au jardin Marie-Thérèse-Auffray.